# Schulensmeer
Het Schulensmeer ligt in het westen van de Belgische provincie Limburg, in de vallei van de Demer op het grondgebied van Herk-de-Stad (deelgemeente Schulen) en Lummen (deelgemeente Linkhout). Het is genoemd naar het kerkdorp Schulen dat aan de weg ligt tussen Hasselt en Diest.

## Ontstaan
In de vroege jaren zeventig werd er een zandwinningsplaats gezocht voor de aanleg van de autosnelweg E314 tussen Lummen en Aarschot. In het Schulensbroek werd op dat moment ook een retentiebekken gepland voor een betere beheersing van de Demer. Door het zand te winnen op de plaats waar het wachtbekken werd voorzien diende er maar op één plaats landbouwgrond opgeofferd te worden. Dit geschiedde in 1976.

## Afmetingen
Het meer wordt gevoed door water afkomstig van de Demer. In dezelfde vallei stromen tevens de Mangelbeek, de Zwarte Beek, de Herk, de Gete, de Velpe en de Begijnenbeek. Het meer beslaat, omgeven door de binnendijk, 90 ha dat zich uitbreidt tot 150 ha, omgeven door een buitendijk, bij grote watertoevloed, op het grondgebied van Linkhout en Schulen. Het meer is 2,8 km lang, ongeveer 180 m breed en is 7 à 8 m diep. Daarmee is het Schulensmeer wanneer het tot de buitendijken volloopt, het grootste binnenwater van Vlaanderen.

## Visbestand
Bij een visbestandsopname in 1998 telde men voor het eerst 10 eenjarige Europese meervallen
Andere geïdentificeerde soorten:
- Amerikaanse hondsvis
- Baars
- Bermpje
- Bittervoorn
- Blankvoorn
- Brasem
- Bruine Amerikaanse dwergmeerval
- Zwarte Amerikaanse dwergmeerval
- Giebel
- Karper
- Kolblei
- Meerval
- Paling
- Pos
- Riviergrondel
- Rietvoorn
- Snoek
- Snoekbaars
- Winde

Zeelt en Zonnebaars waren verdwenen
Nieuwe soorten
- Alver
- Blauwband
- Grote modderkruiper
- Kopvoorn
- Kroeskarper
- Stekelbaars
- Vetje